# 上海國際芭蕾舞比賽
上海國際芭蕾舞比賽，是中華人民共和國文化部指定在上海舉行的一項國際性芭蕾舞賽事。

## 歷史
上海國際芭蕾舞比賽第一屆誕生於1995年，由上海國際芭蕾舞比賽組委會主辦。第二屆在六年後的2001年擧行，跟著隔三年各辦了兩屆（2004年及2007年），其後停了九年，至2016年第五屆起，實行每兩年一屆。

## 賽制
大會按選手年齡分為少年組（15至18歲）和成年組（19至26歲），兩組均各設男、女組，每組頒發金、銀、銅奬，成年組奬金較高。
比賽分兩個階段進行。第一階段為初賽，參賽者上傳表演視頻至大會網站，大會根據錄影選出參賽者進入第二階段比賽。另大會亦自動接受曾在（指定）國際賽中獲獎的選手進入下一輪。第二階段包括複賽、半決賽、決賽，參賽者需親臨上海表演。
參賽者可以獨舞或雙人舞形式參加比賽。雙人舞選手可屬同年齡組，也可由不同年齡組搭配而成，亦可攜一名非參賽舞伴。

## 第六屆（2018年）
第六屆共有124名選手報名參加，經初賽預選，最終來到上海進行複賽的選手有73人，除來自主辦國中國外，也有來自美國、俄羅斯、德國、加拿大、日本、澳大利亞、韓國、奧地利、波蘭、南非、泰國、烏克蘭、蒙古和哈薩克斯坦的海外選手合共40人。
大會在這屆首設五萬美元大獎，雖然參賽選手不乏在美國傑克遜國際芭蕾舞比賽、保加利亞瓦爾納國際芭蕾舞比賽等國際頂尖賽事中曾摘得獎項的芭蕾新星，但最終沒人能取得該奬，可見大會要求之嚴格。
是屆也首次對賽事全程進行了網絡直播，在線觀賽觀眾逾190萬人次。

### 日期
2018年8月3日至11日

### 承辦機構
上海國際舞蹈中心發展基金會、上海市舞蹈家協會、上海大劇院藝術中心

### 地點
上海國際舞蹈中心

### 評審委員會
- 主席：弗蘭克·A·安德森（英语）

- 委員：蓋瑞·艾維斯（英语）、德克·巴登霍斯特（Dirk Badenhorst）、馮英、安德里斯·列帕（英语）、烏里安娜·洛帕特金娜（英语）、樸栽槿（Park Jae Keun）、曲滋嬌、譚元元

### 獲奬名單[5]
|        | 成年組                              | 成年組                      | 少年組                                              | 少年組                      |
| 女子組 | 男子組                              | 女子組                      | 男子組                                              |                             |
| ------ | ----------------------------------- | --------------------------- | --------------------------------------------------- | --------------------------- |
| 金奬   | 敖定雯（CHN）                       | 史越（CHN）                 | 李偲旖（CHN）                                       | 空缺                        |
| 銀奬   | Zeisel Prisca（AUT）                | 王占峰（CHN） 常斯諾（CHN） | 張意坤（CHN）                                       | 李航（CHN） 武岳（CHN）     |
| 銅奬   | Otgontugs Anujin（MGL） 朱倩（CHN） | 王佳悅（CHN） 寇祖權（CHN） | 郭文槿（CHN） Seo Hyeseung（KOR） Park Yujin（KOR） | 嚴慶辰（CHN） 張栩豪（CHN） |

- 全場大獎：空缺

- 編舞獎：劉婷婷《血色》、費波《俑》、王媛媛《煙之外》、吳虎生《別》

- 評委會特別獎：Smyth Aaron John（AUS）

- 伴舞獎： 袁岸璞（CHN）

- 現代舞表演獎：Ribeiro Brandao Diana（PRT）、韓澤元（CHN）

- 鼓勵獎：Mc Elligott Paige（RSA）、羅婧菲（CHN）、黃少帥（CHN）、孫鵬翔（CHN）

## 外部連結
上海國際芭蕾舞比賽官方網站